# Margaret Kenyatta
Margaret Gakuo Kenyatta (sinh ngày 8 tháng 4 năm 1964) là Đệ nhất phu nhân Kenya, do cuộc hôn nhân của bà với Uhuru Muigai Kenyatta, Tổng thống thứ tư của Kenya. Bà nhậm chức sau lễ nhậm chức ngày 9 tháng 4 năm 2013, tại Kasarani, kế vị cựu đệ nhất phu nhân quá cố Lucy Kibaki.   Margaret Kenyatta được nhiều người nghĩ là công cụ trong chiến dịch tranh cử tổng thống, và được nhìn thấy bởi phía chồng của bà ấy trong suốt. Dư luận của bà ở Kenya có xu hướng tập trung tích cực vào sự đơn giản của thời trang và khí chất của bà, và tiêu cực về sự rụt rè nhận thức của bà. Kể từ khi chồng nhậm chức, Kenyatta đã tiến hành một chiến dịch, được đặt tên là Chiến dịch Beyond Zero, để giảm tỷ lệ tử vong ở bà mẹ. Vào ngày 24 tháng 10 năm 2014, bà được vinh danh là nhân vật của Liên Hợp Quốc tại Kenya. bà xác định là người công giáo và là cựu sinh viên của trường nữ sinh công giáo, Trường Kianda.